# Nirmala Srivastava
Nirmala Srivastava (de soltera Nirmala Salve; 21 de marzo de 1923-23 de febrero de 2011), también conocida como Shri Mataji Nirmala Devi, fue la fundadora y gurú de un nuevo movimiento religioso a veces clasificado como culto. Ella afirmó haber nacido plenamente realizada y pasó su vida trabajando por la paz, desarrollando y promoviendo una técnica simple a través de la cual las personas pueden lograr su autorrealización.

## Biografía
Nacida en Chhindwara, Madhya Pradesh, India, de padre hindú y madre cristiana, Prasad y Cornelia Salve, sus padres la llamaron Nirmala, que significa "inmaculada". Dijo que nació autorrealizada. Su padre, un estudioso de catorce idiomas, tradujo el Corán al marathi, y su madre fue la primera mujer en la India en recibir una licenciatura en matemáticas. Shri Mataji descendía de la dinastía real Dinastía Satavájana. El exministro sindical NKP Salve era su hermano y el abogado Harish Salve es su sobrino.
Pasó sus años de infancia en la casa familiar en Nagpur. En su juventud se quedó en el ashram de Mahatma Gandhi. Al igual que sus padres, participó en la lucha por la independencia de la India y, como líder juvenil, fue encarcelada por participar en el Movimiento Quit India en 1942. Asumir la responsabilidad de sus hermanos menores y vivir un estilo de vida espartano durante este período infundió el sentimiento de autosacrificio por el bien más amplio. Estudió en el Christian Medical College en Ludhiāna y en el Balakram Medical College en Lahore. 
Poco antes de que India lograra la independencia en 1947, se casó con Chandrika Prasad Srivastava, un funcionario indio de alto rango que más tarde se desempeñó como secretario adjunto del primer ministro Lal Bahadur Shastri, e Isabel II le otorgó un KCMG honorario. Tuvieron dos hijas, Kalpana Srivastava y Sadhana Varma. En 1961, lanzó la "Sociedad Juvenil para el Cine" para infundir valores nacionales, sociales y morales en los jóvenes.

## Trayectoria

### Sahaja-Yoga
Fundó Sahaja Yoga en 1970.

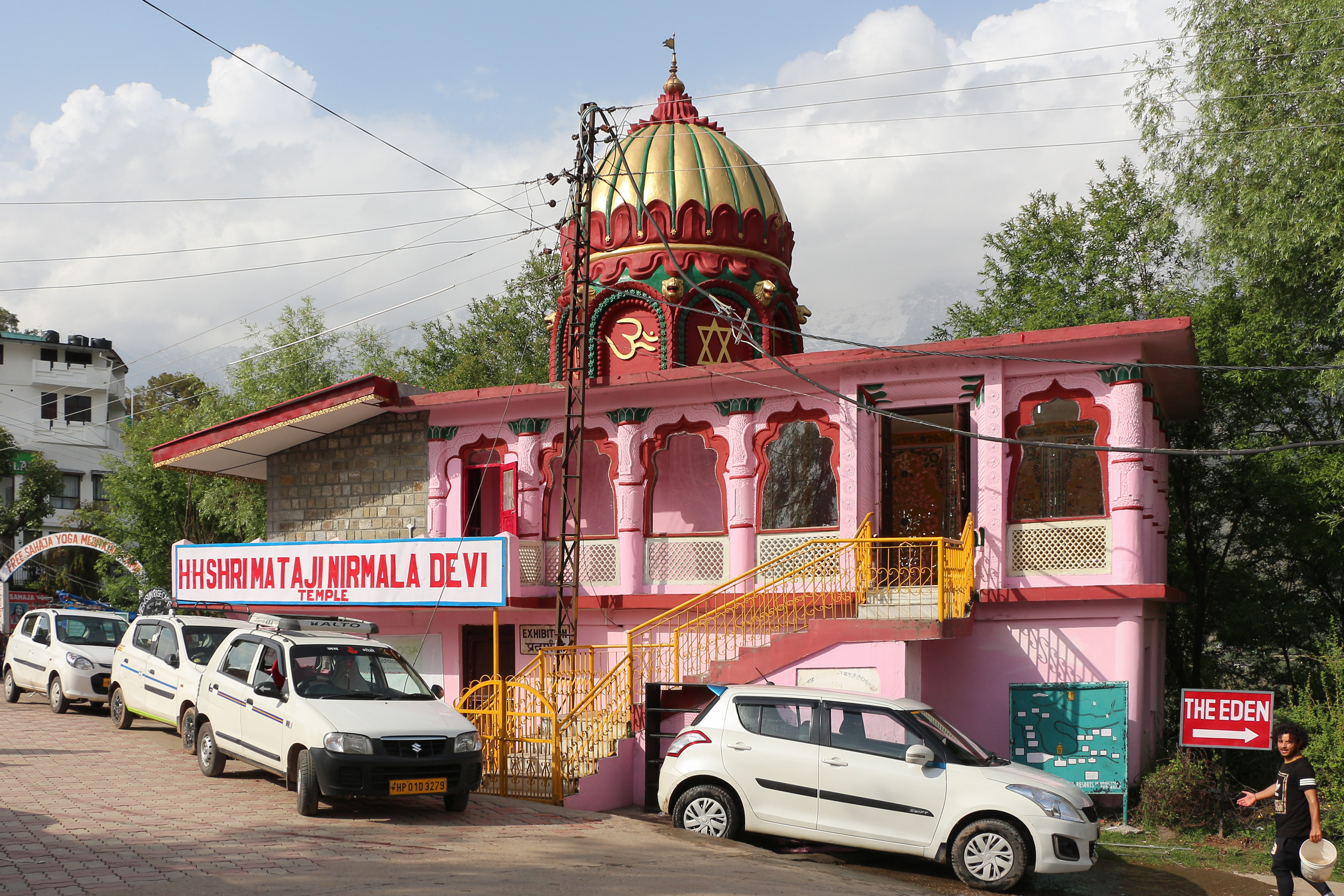
Templo Shri Mataji Nirmala Devi en Naddi

Los practicantes creen que durante la meditación experimentan un estado de autorrealización producido por el despertar de la kundalini, y que esto va acompañado de la experiencia de una conciencia sin pensamientos o silencio mental. Shri Mataji describió a Sahaja Yoga como la religión pura y universal que integra a todas las demás religiones. Afirmó que era una encarnación divina, más precisamente una encarnación del Espíritu Santo, o Adi Shakti de la tradición hindú, la gran diosa madre que había venido a salvar a la humanidad. Así es también como la consideran la mayoría de sus devotos. Sahaja Yoga a veces se ha catalogado como un culto.

### Últimos trabajos

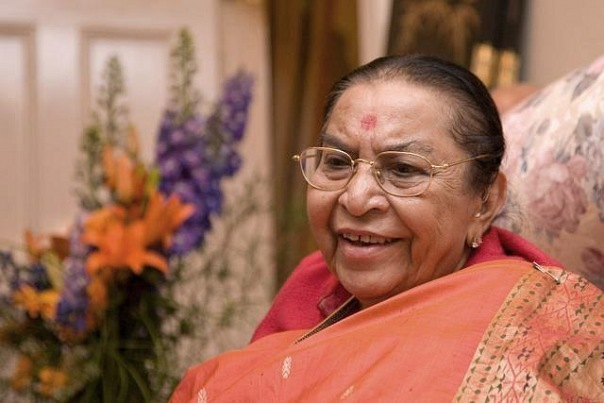
Nirmala Srivastava en 2011.

En 2003 se estableció en Delhi una casa de caridad para la rehabilitación de mujeres indigentes (Vishwa Nirmala Prem Ashram). Ese mismo año fundó Shri PK Salve Kala Pratishthan en Nagpur como una escuela de música internacional para promover la música clásica y las bellas artes.
Hasta 2004, durante sus viajes, dio numerosas conferencias públicas, pujas y entrevistas a periódicos, televisión y radio. En 2004, su sitio web oficial anunció que había completado su trabajo y que existen centros de Sahaja Yoga en casi todos los países del mundo.  Continuó dando charlas a sus devotos y les permitió ofrecer su puja.   
Ella habló en varias ocasiones sobre los daños de beber alcohol y que muchas personas se curaron de la adicción cuando lograron su autorrealización a través de Sahaja Yoga.

## Honores y reconocimientos
- Italia, 1986. Declarada "Personalidad del Año" por el Gobierno Italiano.[26]
- Nueva York, 1990–1994. Invitada por las Naciones Unidas durante cuatro años consecutivos para hablar sobre los medios para lograr la paz mundial.[27]
- San Petersburgo, Rusia, 1993. Nombrada miembro honorario de la Academia Petrovskaya de Arte y Ciencia.[28]
- Rumania, 1995. Doctorado honoris causa en ciencias cognitivas por la Universidad Ecológica de Bucarest.[29]
- China, 1995. Invitada oficial del Gobierno chino para hablar en la Conferencia Internacional de Mujeres de las Naciones Unidas.[30]
- Puno, India, 1996. Con motivo del 700 aniversario de San Gyaneshwara, se dirigió al "World Philosophers Meet '96 - A Parliament of Science, Religion and Philosophy" en el Instituto de Tecnología de Maharashtra.[31]
- Londres, 1997. Claes Nobel, sobrino nieto de Alfred Nobel, presidente de United Earth, honró su vida y obra en un discurso público en el Royal Albert Hall.[32]
- Una carretera en Navi Mumbai, cerca del Centro de Investigación y Salud de Sahaja Yoga, recibió su nombre.[33]
- Cabella Ligure, Italia, 2006. Se le concedió la ciudadanía italiana honoraria.[34]
- Cabella Ligure, Italia, 2009. Bhajan Sopori y su hijo Abhay Sopori compusieron el Raga Nirmalkauns en su honor.[35]